# Aldred le Scribe
Aldred, dit le Scribe ou le Glossateur, est un prêtre anglais de la fin du Xe siècle. Il est notamment l'auteur de la glose interlinéaire en vieil anglais des Évangiles de Lindisfarne.

## Biographie
Le manuscrit des Évangiles de Lindisfarne présente une traduction interlinéaire et mot-à-mot du texte latin en vieil anglais. Il s'agit de la plus ancienne version connue du texte des Évangiles en anglais. Elle présente des traits caractéristiques du dialecte northumbrien qui la distinguent de la variante ouest-saxonne du vieil anglais, avec des emprunts au vieux norrois et aux langues germaniques continentales.
L'auteur de cette traduction s'identifie dans un colophon inséré à la fin du manuscrit comme « Aldred, prêtre indigne et tout à fait misérable », et précise en passant que son père s'appelait Ælfred. Ce colophon nomme également l'auteur du texte original (l'évêque Eadfrith), le relieur du manuscrit (son successeur Æthilwald) et son décorateur original (l'anachorète Billfrith). Aldred ne donne aucune raison pour sa traduction interlinéaire. D'après Janet Backhouse, elle pourrait s'inscrire dans la revalorisation de la langue vernaculaire inaugurée par les traductions réalisées à la cour d'Alfred le Grand à la fin du IXe siècle, mais il est également possible qu'elle reflète simplement le déclin de l'apprentissage du latin, qui rendrait une glose interlinéaire nécessaire à la bonne compréhension du texte des Évangiles.
Un manuscrit conservé à la bibliothèque de la cathédrale de Durham sous la cote A.IV.19 inclut quatre collectes en latin en l'honneur saint Cuthbert. Un colophon précise que ces collectes sont l'œuvre d'un prévôt nommé Aldred, qui les a rédigées pour l'évêque de Chester-le-Street Ælfsige en 970 à Oakley. Bien qu'Aldred soit un nom assez courant, les analyses paléographiques ont permis de démontrer que celui du manuscrit de Durham et le glossateur des Évangiles de Lindisfarne sont une seule et même personne. Ces gloses sont nécessairement antérieures à 970, puisqu'Aldred se décrivait comme simple prêtre dans le colophon de ce manuscrit.
Un troisième manuscrit porte la trace d'annotations de la part d'Aldred. Il s'agit d'une copie du commentaire de Bède le Vénérable sur le Livre des Proverbes, auquel il a ajouté des extraits du texte biblique et des notes exégétiques. Ce manuscrit est conservé à la bibliothèque Bodléienne de l'université d'Oxford sous la cote Bodley 819.